# New Kids
Ne doit pas être confondu avec New Kids on the Block.
New Kids est une émission de télévision humoristique néerlandaise. Elle est nommée New Kids on the Block pour les deux premières saisons.

## Diffusion
L'émission a été diffusée pour la première fois sur Flabber.nl (nl), un weblog néerlandais, en tant que suite d'une émission intitulée De Pulpshow (nl), originellement diffusée en 2001. Plus tard, elle est diffusée sur 101 TV (en) et Comedy Central (en).  La plupart du temps, les tournages des films ont été effectués près du village de Den Dungen.
L'émission se popularise fortement aux Pays-Bas et en Allemagne, et deux films sont par la suite produits : New Kids Turbo et New Kids Nitro (nl).

## Scénario

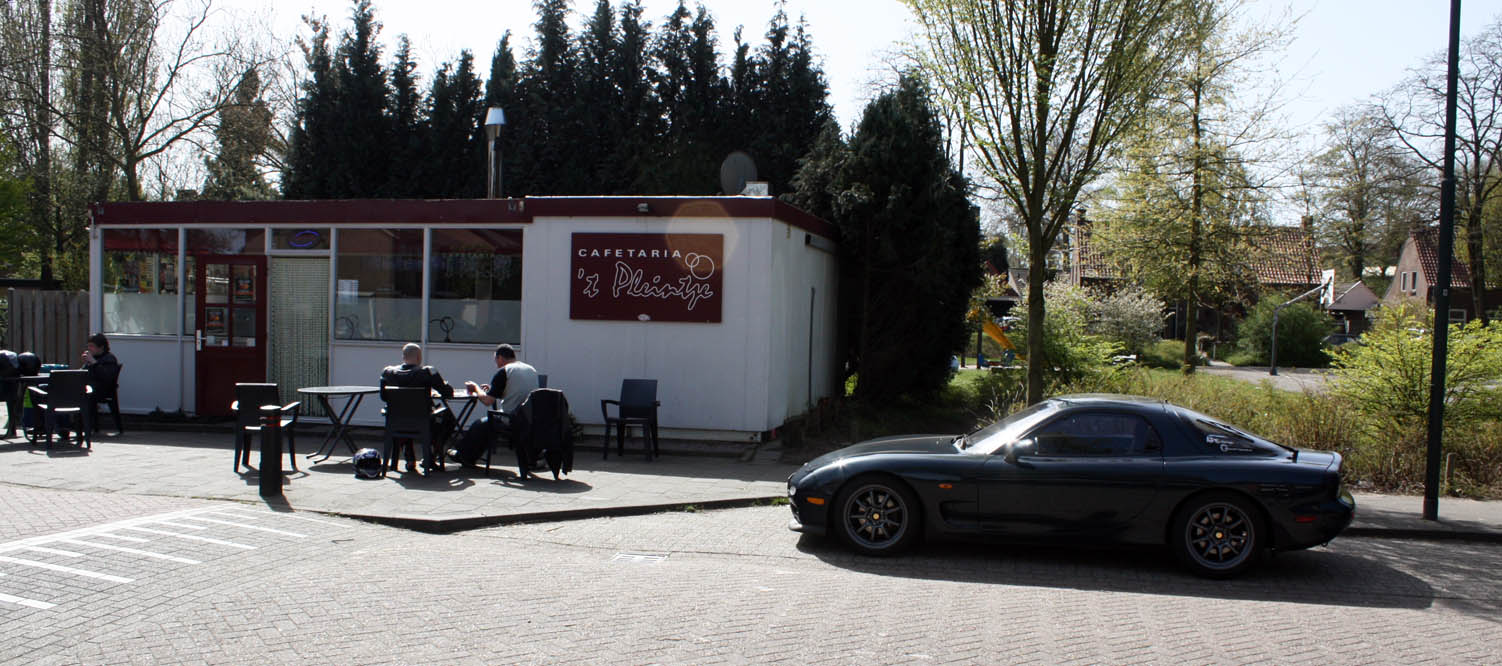
Cafétaria 't Pleintje à Den Dungen, souvent montrée dans New Kids.

New Kids met en scène un groupe du jeunes gabbers antisociaux. Ils sont originaires de Maaskantje (nl), un village rattaché à Den Dungen, commune de Saint-Michel-Gestel, situé au sud de la province du Brabant-Septentrional, aux Pays-Bas. La série suit leurs mésaventures. 
L'apparence rustique et plaisante du village est en contraste avec les actions du groupe, qui est antisocial et impliqué dans la culture happy hardcore. Ils boivent plus que de raison, mangent n'importe quoi et se baladent bruyamment à bord d'une Opel Manta. Malgré leur mentalité antisociale et immature, le groupe montre rarement de mauvaises intentions dans leurs actions.

## Distribution
- Wesley van Gaalen : Rikkert Biemans
- Nicole van Nierop : Manuela van Grunsven